# فرد بيرشل
فرد بيرشل هو لاعب هوكي جليد كندي، ولد في 9 يناير 1931 في مونتريال في كندا، وتوفي في 4 يونيو 1998.

## وصلات خارجية
- فرد بيرشل على موقع دوري الهوكي الوطني (الإنجليزية)
- فرد بيرشل على موقع قاعة مشاهير الهوكي (لاعب أن.إتش.أل) (الإنجليزية)
- فرد بيرشل على موقع EliteProspects.com (الإنجليزية)
- فرد بيرشل على موقع HockeyDB.com (الإنجليزية)
- فرد بيرشل على موقع Hockey-Reference.com (الإنجليزية)